# ネクロ・ブッチャー
ネクロ・ブッチャー（Necro Butcher、本名：ディラン・サマーズ（Dylan Summers）、1973年7月13日 - ）は、アメリカ合衆国のプロレスラー。ウェストバージニア州出身。ニックネームはデスマッチ・ジーザス。

## 来歴
1998年1月2日にプロレスデビュー。CZWを始めとするアメリカのインディ団体にて壮絶な受け、雑な受身、強烈なパンチなどを特徴とし、味わい深い風貌も相まって一部でカルト的な人気を獲得。2001年前後までは黒いアイラインを入れ、試合を行っていた。
どんな技や凶器攻撃でも受けきることが特徴的で、有刺鉄線、画鋲、蛍光灯、炎など常用する多種多様なデスマッチを行う。特に、2004年に開催されたCZWトーナメント・オブ・デス3での大活躍や、2005年にIWAミッドサウスで行われたサモア・ジョーとの一騎討ちなどが知られている。
ROHとCZWの抗争ではCZW軍として、ROHのBJウィットマーと熾烈な熱戦を繰り広げた。
2004年9月に初来日し、大日本プロレスに参戦。ボロボロのジーンズに長髪、ヒゲといったホームレス風な怪しい出で立ちと、壮絶に激しい受身から「アメリカのデスマッチオヤジ」として日本でも絶大な支持を得た。パイプ椅子で自ら底を叩き抜き、己の頑丈さをアピールするパフォーマンスが定番で、2007年春には約1年半ぶりに大日本プロレスに再来日を果たし、誰も真似出来ないような激しい試合で人気の健在ぶりをアピールした。
2008年6月のIGF札幌大会に初参戦。連敗街道を直走るものの、レギュラー外国人選手として継続参戦中。そのファイトマネーで家を建てた。
なお、CZW、IWAミッドサウス、IWAディープサウス以上3つの団体のデスマッチトーナメントを制覇した前人未踏の実績からデスマッチトリプルクラウンチャンピオンと賞賛された。
後楽園ホール大会に参戦すると、破壊したパイプ椅子の数が他の選手に比べて多いので、大日本プロレスへの請求額（一脚6,300円で弁償）が半端ではないという。
2016年6月11日に行われたPWC Super Card 2016のメインイベントで、6人タッグマッチ(ネクロ・ブッチャー、グリム・リーファー、スモーキー・C vs サブゥー、ライノ、デヴォン・ムーア)を最後に引退した。
引退後はMLB球団の球場職員として働いていたが、2019年12月、シャドウWXが設立した新団体・メジャー・リーガーズ・レスリングの旗揚げシリーズにシャドウWXの対戦相手として来日。約3年ぶりに現役復帰を果たした。

## 入場テーマ曲
様々な入場曲を使用していたが、基本的にはアメリカのサザン・ロックバンド、レーナード・スキナードの「フリー・バード」を使用。同曲は、マイケル・ヘイズとテリー・ゴディのファビュラス・フリーバーズが初期の入場テーマ曲としていた。

## 得意技
- パンチ
- タイガードライバー
- エイジアン・スパイク（チョークスリーパー）

## タイトル
キャピタル・オブ・テキサス・パワー・レスリング
- タッグ王座

チャンピオンシップ・レスリング・アソシエーション
- ハードコア王座

コンバット・ゾーン・レスリング
- CZW世界タッグ王座（w / トビー・クライン）[5]
- CZWウルトラバイオレントアンダーグラウンド王座[5]
- CZW殿堂

フロンティア・レスリング・アライアンス
- ブラスナックルズ王座

ジャガロ・チャンピオンシップ・レスリング
- タッグ王座（w / マッドマン・ポンド）

IWAディープサウス
- カーネージ・カップ

IWAミッドサウス
- デスマッチ王座[6]
- キング・オブ・ザ・デスマッチ（2002年）[7]

インサーン・ハードコア・レスリング
- ハードコア王座

インサーン・レスリング・フェデレーション
- ヘビー級王座

ジャージー・オール・プロ・レスリング
- タッグ王座（w / ブロディ・リー）

NWAサウスウエスト
- テキサスハードコア王座

テキサス・オール・スター・レスリング
- ブラスナックル王座
- ヘビー級王座

テキサス・チャンピオンシップ・レスリング
- ハードコア王座

ウエストサイド・エクストリーム・レスリング
- ハードコア王座

イアン・ロッテンの保持下にあったところを2006年にIWAミッドサウスのリングで獲得。ドイツのプロレス団体の王座であったが、獲得の地となったのは米国インディアナ州。この年に廃止されたことから、結果としてその最終保持者となった。
エクストリーム・インサーン・チャンピオンシップ・レスリング
- エクストリーム王座

FU☆CK!
- UNBELIEVABLE TAG TOURNAMENT優勝

## その他
大日本プロレスの登坂栄児取締役曰く「売れっ子なので数週間スケジュールを押さえるのは困難」との発言があるように、大小問わずインディ団体を中心に全米を股にかけ転戦している。
大日大戦の解説を務める須山浩継からネクロ・ブッチャーに対し「現在はCZWのエース」と解説されることがあるが、実際はストーリーに絡むポジションは珍しく、月に一度のCZWの興行も頻繁に欠場しているため、上記の発言は適切とは言い難い。
映画「レスラー」にてネグロ・ブッチャー役（本人役）として出演している。